# バーソルフ級カッター
バーソルフ級カッター（バーソルフきゅうカッター）は、アメリカ沿岸警備隊の保有する大型海洋保安カッター（英: Maritime Security Cutter, Large, WMSL）の船級。いずれも著名な沿岸警備隊員に由来して命名されていることから、アメリカ海軍協会（USNI）やジェーン海軍年鑑ではレジェンド型カッター（英語: Legend class cutter）とも称される。計画名はNSC（National Security Cutter）。
これまで沿岸警備隊が建造したカッターで最大の船である。ハミルトン級の更新用として2008年より順次就役し、最終的には10隻が建造された。

## 来歴
本級は、アメリカ沿岸警備隊が21世紀初頭より整備を開始した統合ディープウォーター・システム計画の一環であり、その外洋における中核となることが構想されている。
当初は、アメリカ海軍の沿海域戦闘艦と同一の設計に基づいての建造が計画されていたが、沿海域戦闘艦計画の遅延などもあり、最終的には沿岸警備隊独自の設計によって進められることとなった。建造は、ノースロップ・グラマンが一括して行なっており、ミシシッピ州のパスカグーラ造船所で建造されている。

## 設計
遠縁の姉妹に当たる海軍の沿海域戦闘艦が非常に先進的な設計を模索していたのに対し、本級は従来通りのモノハル船型を採用しているが、設計にあたってはやはりステルス艦化が志向された。船質は鋼とされた。なお初期建造艦2隻では深刻な構造疲労が認められたことから、3番艦では設計変更が行われた。ただしそれでも、就役直後の2012年初頭に行われた検査では深刻な腐食や亀裂、孔食が発見され、ドック入りを余儀なくされた。
本級はクルーローテーション制度を導入し、年間230日、最大で連続185日という長期間の配備を予定している。このことから居住性にも意が払われており、居住区は4人船室を採用、またラウンジ3室およびフィットネスルーム1室が設けられている。寝台は148名分が確保されているほか、造船所による試験では、最大250名分まで拡張可能とされた。
主機はCODAG方式を採用しており、巡航機としてはV型20気筒のMTU 20V1163ディーゼルエンジン（単機出力9,655馬力; デトロイトディーゼルによるライセンス生産機）、加速機としてはゼネラル・エレクトリック LM2500ガスタービンエンジン（30,565馬力）を使用する。また精密な操艦が要求される状況に備えてバウスラスターを備えている。
電源としては、キャタピラー3512ディーゼル発電機3基を搭載する。

## 装備
本級は、沿岸警備隊が構築を進めているC4ISRシステムであるCGC2（Coast Guard Command and Control）に対応した能力を備えている。本級のシステムは、イージスシステムのベースライン9と共通のソフトウェア資産を用いている。またリンク 11に対応しており、海軍の艦艇とも情報共有が可能である。
レーダーとしては、3次元式のTRS-3D/16ESと低空警戒・砲射撃指揮用のAN/SPQ-9B、対水上捜索・航海用のAN/SPS-73が搭載される。電子戦支援用として、AN/SLQ-32(V)2電波探知装置を搭載する。
艦砲としては、海軍の沿海域戦闘艦と同様に70口径57mm単装速射砲（Mk.110; ボフォースMk.3）を搭載する。本級ではMk.160射撃盤が搭載されており、Mk.46光学方位盤のほか、AN/SPQ-9Bも射撃指揮に用いられる。また近接防空用としてファランクス 20mmCIWSを備えているが、これは対水上射撃にも対応したブロック1Bとされている。電子攻撃用としては、従来と同様のMk.137 6連装 デコイ発射機に加えて、新型のNULKAアクティブデコイのためのMk.53連装発射機も搭載された。
本級は、艦尾に複合艇の揚降を行うためのスリップ・ウェイを有しており、11メートル型複合艇まで対応できる。通常はCB-OTH 2隻とSRP 1隻が搭載・収容されている。
船尾甲板には15m×24mのヘリコプター甲板が設置されている。艦載の救難ヘリコプターとして、HH-65 ドルフィンを2機搭載することができる。また場合によっては、HH-65を1機に減らして、かわりに無人航空機（UAV）2機を搭載することもある。

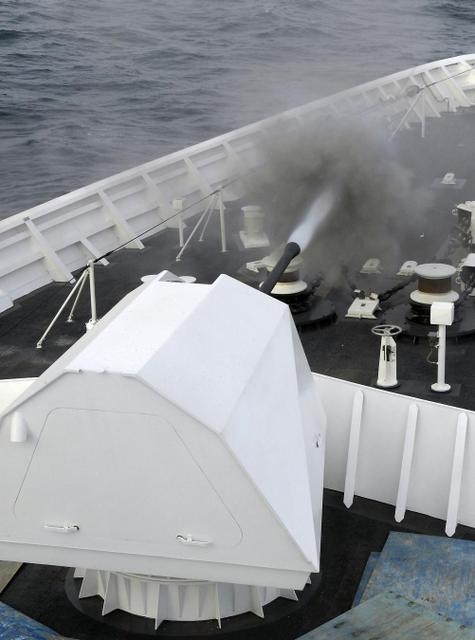
1番艦バーソルフ。艦首のMK110 57mm砲の発射時の様子。
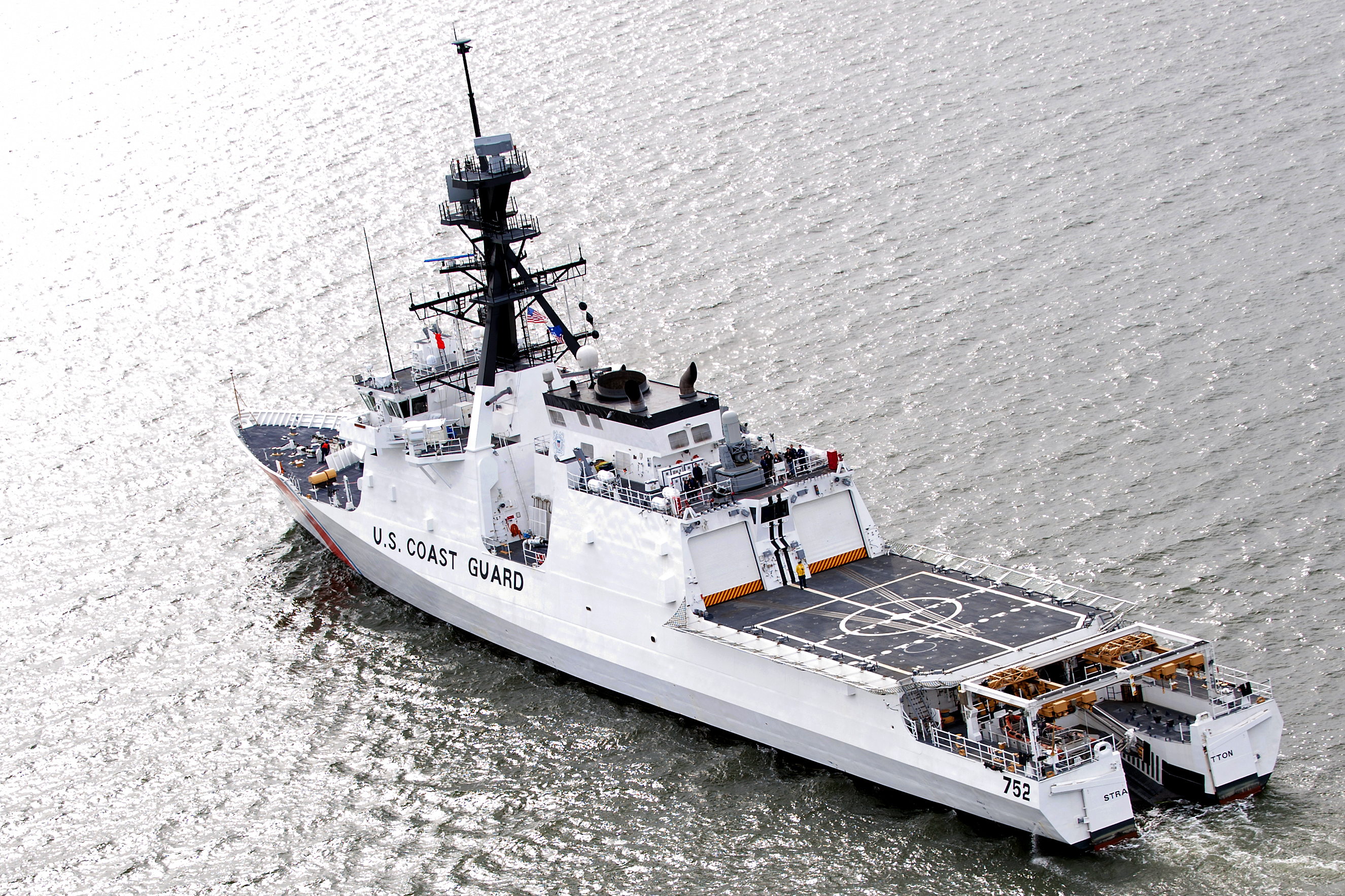
後方より。航空機格納庫と搭載艇揚収用の傾斜路が見える。

## 同型艦
本級は8隻の建造が予定されたが、予算減から6隻に削減された。しかし議会の沿岸警備隊系議員が反対したことから、8隻の建造計画が復活した。その後建造数は増え、一時は11番艦「フリードマン」まで建造されていたが、「フリードマン」は作業遅延による契約見直しによって未完のまま建造中止となり、最終的な建造数は10隻となった。

### 一覧表
| #        | 艦名                        | 起工           | 進水            | 就役           | 母港                              |
| -------- | --------------------------- | -------------- | --------------- | -------------- | --------------------------------- |
| WMSL-750 | バーソルフ USCGC Bertholf   | 2005年 3月29日 | 2006年 9月29日  | 2008年 8月4日  | カリフォルニア州 アラメダ         |
| WMSL-751 | ウェイシー USCGC Waesche    | 2006年 9月11日 | 2008年 7月12日  | 2010年 5月7日  | カリフォルニア州 アラメダ         |
| WMSL-752 | ストラットン USCGC Stratton | 2009年 7月20日 | 2010年 7月23日  | 2012年 3月31日 | カリフォルニア州 アラメダ         |
| WMSL-753 | ハミルトン USCGC Hamilton   | 2012年 9月5日  | 2013年 8月10日  | 2014年 12月6日 | サウスカロライナ州 チャールストン |
| WMSL-754 | ジェームズ USCGC James      | 2013年 5月17日 | 2014年 5月3日   | 2015年 8月8日  | サウスカロライナ州 チャールストン |
| WMSL-755 | マンロー USCGC Munro        | 2014年 11月5日 | 2015年 9月12日  | 2017年 4月1日  | カリフォルニア州 アラメダ         |
| WMSL-756 | キンボール USCGC Kimball    | 2016年 3月4日  | 2016年 12月17日 | 2019年 8月24日 | ハワイ州 ホノルル                 |
| WMSL-757 | ミジェット USCGC Midgett    | 2017年 1月27日 | 2017年 11月22日 | 2019年 8月24日 | ハワイ州 ホノルル                 |
| WMSL-758 | ストーン USCGC Stone        | 2018年 9月14日 | 2019年 10月4日  | 2021年 3月19日 | サウスカロライナ州 チャールストン |
| WMSL-759 | カルフーン USCGC Calhoun    | 2021年 7月23日 | 2022年 4月2日   | 2024年 4月20日 | サウスカロライナ州 チャールストン |
| WMSL-760 | フリードマン USCGC Friedman |                |                 |                | 工程未完のまま建造中止            |

### 運用史
就役後、本級は環太平洋合同演習（リムパック）にも毎回参加しており、1番艦バーソルフは2012年と2018年、2番艦ウェイシーは2014年、3番艦ストラットンは2016年、6番艦マンローは2020年のリムパックに参加し、2014年のリムパックでは、ウェイシーが巡視船隊の旗艦を務めた。1番艦バーソルフは、2014年に沿岸警備隊史上最長となる140日の哨戒航海を達成した。
2019年3月18日、アメリカ第7艦隊司令部は、3月3日にバーソルフが佐世保基地に配備されたと発表した。バーソルフは同艦隊の指揮下で北朝鮮による瀬取りの警戒監視活動にあたる。